# András Tömpe
András Tömpe, también conocido como Péter Barna (Budapest, 14 de noviembre de 1913. – ibídem, 15 de diciembre de 1971) fue un ingeniero mecánico, espía, militar, diplomático y editor húngaro.

## Juventud
Su madre Jolán Sugár era de religión hebrea. Desde 1930 participó en movimientos ilegales de izquierdas. En 1931, a los 18 años entró a formar parte de la juventud comunista ((KIMSZ)). Tras su graduación fue detenido por distribución de prensa ilegal y puesto bajo vigilancia policial. Escribió artículos con el seudónimo de Péter Barna.
En 1932 empezó sus estudios en la escuela técnica de Brno donde se convirtió en dirigente de la organización ilegal de estudiantes húngaros EFESZ y de 1932 a 1935 participó en la publicación de la hoja del Frente por la Unidad. Durante sus estudios también trabajó en el Comité Nacional de Jóvenes Checoslovacos. En 1937 se diplomó en ingeniería mecánica.

## Participación en la lucha internacionalista
En 1937 participó en la Guerra Civil Española como voluntario. En 1938 estuvo en los escenarios bélicos de Extremadura, Aragón, Cataluña y el Ebro. Fue herido en dos ocasiones. En 1938 entró a formar parte del Partido Comunista de España. Tras la derrota pasó dos años y medio en campos de internamiento de Francia.
Tras ser liberado trabajó como mecánico para la casa Junkers en Dessau. Compañeros del movimiento obrero internacionalista húngaro, entre ellos László Rajk le ayudaron a regresar a Hungría.
En Hungría continuó con las actividades clandestinas. Fue arrestado en 1943 pero absuelto por falta de pruebas. En 1944 fue llamado a filaes y enviado a Ucrania. En el frente se pasó a las tropas soviéticas de las que recibió entrenamiento como partisano y se hizo comisario político de la guerrilla que dirigía Sándor Nógrádi, que luchó en el norte de Hungría.
Cuando acabó la lucha de los partisanos fue a Debrecen para unirse al Gobierno Nacional Provisional y al Partido Comunista Húngaro.

## Posguerra
Al empezar su mandato Ferenc Erdei organizó el departamento de policía política de le Policía Húngara. Hubo una disputa entre Tömpe y Péter Gábor y sus respectivos grupos. János Kádár intervino y pronto el personal dirigido por Tömpe pasó a estar a órdenes de Gábor. Estos problemas no duraron ya que pronto partió a Suramérica donde estuvo cumpliendo misiones a lo largo de doce años. Regresó a Hungría en 1959 convertido en millonario. Entre 1963 y 1967 dirigió una editorial. En 1967 fue nombrado Embajador de Hungría en la República Democrática Alemana.

## Muerte
Se suicidó el 15 de diciembre de 1971 a los 58 años de edad.

## Información adicional
- Tömpe András. Kommunista hatalombirtokosok – 1956. neb.hu (Hozzáférés ideje: 2016. március 6.)
- Magyar Nagylexikon. Főszerk. Élesztős László (1-5. k.), Berényi Gábor (6. k.), Bárány Lászlóné (8-). Bp., Akadémiai Kiadó, 1993-.
- Révai Új Lexikona. Főszerk. Kollega Tarsoly István. Szekszárd, Babits, 1996-.
- Új magyar életrajzi lexikon. Főszerk. Markó László. Bp., Magyar Könyvklub.
- Baktai Ferenc: Akik mertek (Bp., 1970);
- Nagy Péter: Emléksorok egy gránittömbre (Kortárs 1972. 12. sz.);
- Kardos György: T. A. (Élet és Irod., 1972. jan. 1.);
- Vadász Ferenc: Legenda nélkül (Bp., 1975).